# Hardwick (Vermont)
Hardwick  ist eine Town im Caledonia County des Bundesstaates Vermont in den Vereinigten Staaten mit 2920 Einwohnern (laut Volkszählung des Jahres 2020).

## Geografie

### Geografische Lage
Hardwick liegt im Westen des Caledonia Countys, etwa 55 Kilometer südlich der kanadischen Grenze und grenzt an das Lamoille County, das Orleans County und das Washington County. Die Lage im Nordosten der Green Mountains hat zur Folge, dass die Oberfläche der Town hügelig ist. Die höchste Erhebung ist der 565 m hohe Jeudevine Mountain. Viele kleinere Bäche und Flüsse entwässern die Town sie münden  im Lamoille River. Es gibt mehrere Seen auf dem Gebiet der Town, der Größte ist der Hardwick Lake im Zentrum des Gebietes.

### Nachbargemeinden
Alle Entfernungen sind als Luftlinien zwischen den offiziellen Koordinaten der Orte aus der Volkszählung 2010 angegeben.
- Norden: Greensboro, 7,7 km
- Nordosten: Stannard, 19,6 km
- Osten: Walden, 14,2 km
- Südosten: Cabot, 8,6 km
- Süden: Woodbury, 6,5 km
- Westen: Elmore, 18,1 km
- Nordwesten: Wolcott, 11,9 km

### Stadtgliederung
In der Gemeinde gibt es drei Siedlungskerne: Hardwick, East Hardwick und North Hardwick; letzterer hat in seiner Bedeutung inzwischen stark nachgelassen und ist kaum noch als Siedlungskern zu erkennen.

### Klima
Die mittlere Durchschnittstemperatur in Hardwick liegt zwischen −9,44 °C (15 °Fahrenheit) im Januar und 20,0 °C (68 °Fahrenheit) im Juli. Damit ist der Ort gegenüber dem langjährigen Mittel der USA um etwa 9 Grad kühler. Die Schneefälle zwischen Mitte Oktober und Mitte Mai liegen mit mehr als zwei Metern etwa doppelt so hoch wie die mittlere Schneehöhe in den USA. Die tägliche Sonnenscheindauer liegt am unteren Rand des Wertespektrums der USA, zwischen September und Mitte Dezember sogar deutlich darunter.

## Geschichte
Der Grant für Hardwick wurde am 7. November 1780 ausgerufen. Festgesetzt wurde er am 19. August 1781 zugunsten von Danforth Keyes und weiteren, in der üblichen Größe von 23.040 Acre. Unmittelbar nach der Festsetzung des Grants gab es den Versuch einer Besiedlung, der aber scheiterte. Eine permanente Besiedlung startete im Jahr 1790. 1795 fand die konstituierende Versammlung der Town statt.
Der Name „Hardwick“ wurde vom Heimatort vieler Siedler übernommen: Hardwick in Massachusetts. Im Lauf der Siedlungsgeschichte haben drei Orte des Countys diesen Namen (sprich: diese Postanschrift) getragen. Die Eröffnung des ersten Postamts dieses Namens fand 1810 im heutigen East Hardwick statt, das sich damals aber „Stevensville“ nannte. Das Postamt wechselte 1846 den Namen, aber mit einem Schreibfehler: „Setphens“. Nach drei Monaten wurde das Postamt zurück auf „Hardwick“ benannt. Bis 1867 wechselten die Bezeichnung des Ortes und des Postamtes mehrfach zwischen „Hardwick“ und „East Hardwick“, welches als letzter Name seither bestehen blieb. 1864 hatte dann das Postamt im heutigen North Hardwick den Namen „Hardwick“ angenommen, der aber 1867 mit der Schließung des Postamtes von einem dritten Ort im Umkreis, dem damaligen South Harwick (bis 1842: Lamoilleville), übernommen wurde. Seither ist diese Siedlung der offizielle Träger des Namens.
Die Bewohner von Hartwick ernähren sich hauptsächlich von Land- und Forstwirtschaft; bis etwa 1910 war es zusätzlich für seine Granitproduktion bekannt.

### Religion
In Hardwick sind eine Reihe von Kirchengemeinden angesiedelt: es gibt zwei Gemeinden der United Church of Christ, je eine der Assemblies of God, der episkopalen Kirche, der römisch-katholischen Kirche und der Methodisten. Außerdem ist eine ungebundene Gemeinde, die Promised Land Ministries, tätig.

### Einwohnerentwicklung
| Volkszählungsergebnisse – Town of Hartwick | Volkszählungsergebnisse – Town of Hartwick | Volkszählungsergebnisse – Town of Hartwick | Volkszählungsergebnisse – Town of Hartwick | Volkszählungsergebnisse – Town of Hartwick | Volkszählungsergebnisse – Town of Hartwick | Volkszählungsergebnisse – Town of Hartwick | Volkszählungsergebnisse – Town of Hartwick | Volkszählungsergebnisse – Town of Hartwick | Volkszählungsergebnisse – Town of Hartwick | Volkszählungsergebnisse – Town of Hartwick |
| Jahr                                       | 1700                                       | 1710                                       | 1720                                       | 1730                                       | 1740                                       | 1750                                       | 1760                                       | 1770                                       | 1780                                       | 1790                                       |
| ------------------------------------------ | ------------------------------------------ | ------------------------------------------ | ------------------------------------------ | ------------------------------------------ | ------------------------------------------ | ------------------------------------------ | ------------------------------------------ | ------------------------------------------ | ------------------------------------------ | ------------------------------------------ |
| Einwohner                                  |                                            |                                            |                                            |                                            |                                            |                                            |                                            |                                            |                                            | 3                                          |
| Jahr                                       | 1800                                       | 1810                                       | 1820                                       | 1830                                       | 1840                                       | 1850                                       | 1860                                       | 1870                                       | 1880                                       | 1890                                       |
| Einwohner                                  | 260                                        | 735                                        | 867                                        | 1216                                       | 1354                                       | 1402                                       | 1369                                       | 1519                                       | 1484                                       | 1547                                       |
| Jahr                                       | 1900                                       | 1910                                       | 1920                                       | 1930                                       | 1940                                       | 1950                                       | 1960                                       | 1970                                       | 1980                                       | 1990                                       |
| Einwohner                                  | 2466                                       | 3201                                       | 2641                                       | 2720                                       | 2605                                       | 2629                                       | 2349                                       | 2466                                       | 2613                                       | 2964                                       |
| Jahr                                       | 2000                                       | 2010                                       | 2020                                       | 2030                                       | 2040                                       | 2050                                       | 2060                                       | 2070                                       | 2080                                       | 2090                                       |
| Einwohner                                  | 3174                                       | 3010                                       | 2920                                       |                                            |                                            |                                            |                                            |                                            |                                            |                                            |

## Wirtschaft und Infrastruktur

### Verkehr
Die Vermont State Route 14 verläuft in nordsüdlicher Richtung durch den westlichen Teil der Town. Sie Verbindet Hartwick mit Craftsbury im Norden und Woodbury im Süden. Ebenfalls aus nördlicher Richtung, aus Glover kommend, verläuft die Vermont State Route 16 durch den östlichen Teil der Town. Sie mündet auf die in westöstlicher Richtung, von Wolcott im Westen, nach Walden im Osten verlaufende Vermont State Route 15.

### Medien

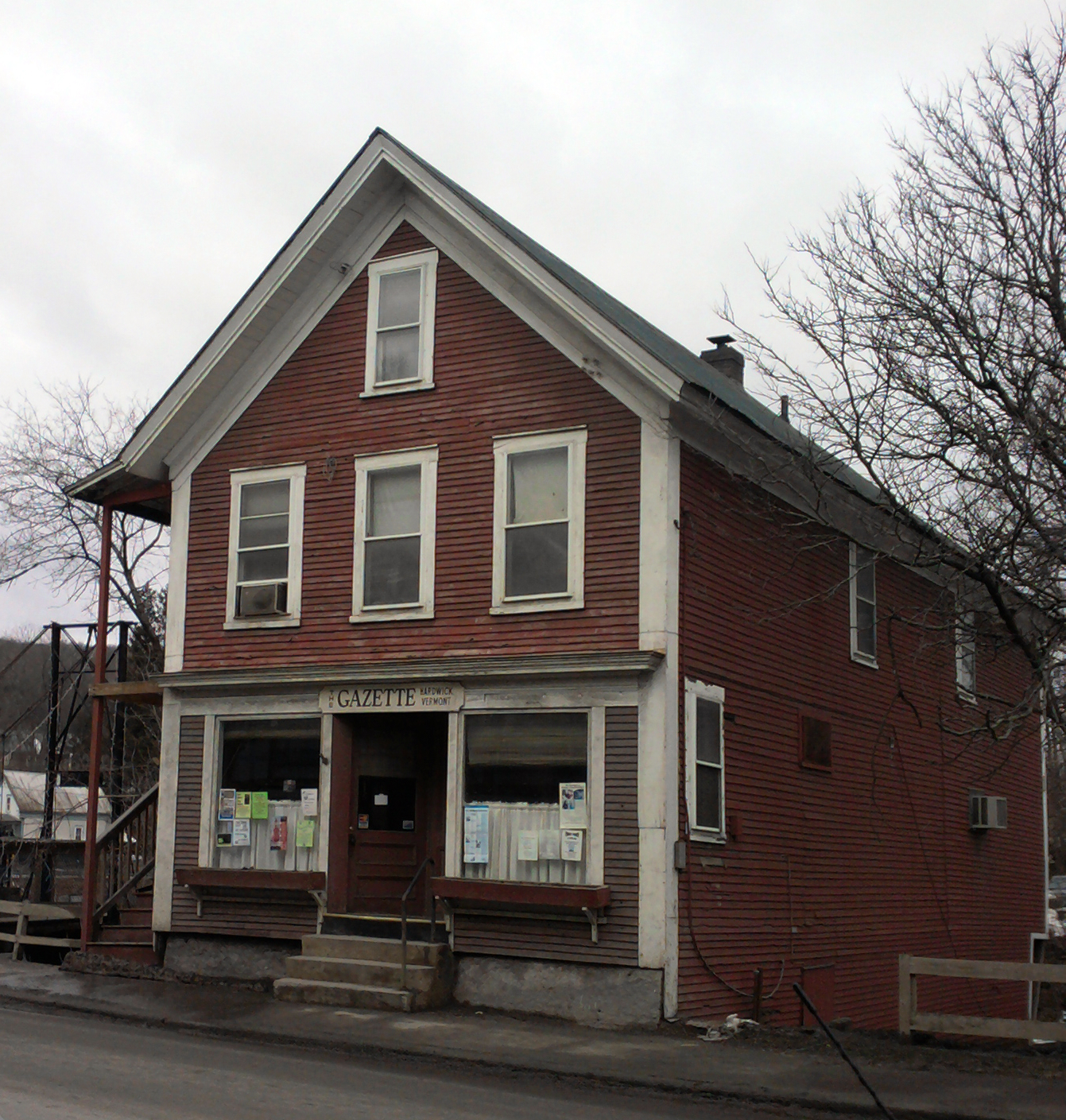
Hardwick Gazette

In Hardwick seit 1889 ansässig ist die The Hardwick Gazette, eine wöchentlich immer am Mittwoch erscheinende Zeitung für die Gemeinden Hardwick, Greensboro, Craftsbury, Wolcott, Walden, Stannard, Woodbury, Calais, Cabot und Marshfield.

### Öffentliche Einrichtungen
Es gibt in Hardwick kein Krankenhaus. Das nächstgelegene ist das Copley Hospital in Morrisville.

### Bildung
Hardwick gehört mit Stannard, Craftsbury und Greensboro im Orleans County, Wolcott im Lamoille County und Woodbury im Washington County zur Orleans Southwest Supervisory Union. In Hardwick befindet sich die Hardwick Elementary School. Sie bietet für 260 Schulkinder Klassen von Kindergarten bis zum sechsten Schuljahr. Die Hazen Union High School in Hardwick betreut etwa 350 Schülerinnen und Schüler von der siebten bis zum Abschluss der High School in der zwölften Klasse.
Die Jeudevine Memorial Library wurde von Malvina M. Jeudevine in Erinnerung an ihren Mann, dem Kaufmann und Politiker Alden Jeudevine und dem gemeinsamen Sohn Cornelius Jeudevine gestiftet.
Um die Bewahrung der Geschichte kümmert sich die Hardwick Historical Society.

## Persönlichkeiten

### Söhne und Töchter der Stadt
- Thomas J. D. Fuller (1808–1876), Politiker und Mitglied des US-Repräsentantenhauses
- Levi Underwood (1821–1902), Politiker und Vizegouverneur Vermonts
- David Hopkinson Nichols (1829–1900), Politiker und Vizegouverneur Colorados
- Guy W. Bailey (1876–1940), Politiker, Anwalt, Vermont Secretary of State und Präsident der University of Vermont
- Ira W. Drew (1878–1972), Politiker und Abgeordneter im US-Repräsentantenhaus
- Lee E. Emerson (1898–1976), Politiker und Gouverneur Vermonts

### Persönlichkeiten, die vor Ort gewirkt haben
- Jim Fixx (1932–1984), Läufer und Sachbuchautor